# Axel Norling
Karl Axel Patrik Norling (Stoccolma, 16 aprile 1884 – Stoccolma, 7 maggio 1964) è stato un ginnasta, tuffatore e tiratore di fune svedese.

## Biografia
Ha partecipato alle olimpiadi di Atene del 1906 conquistando una medaglia di bronzo nel tiro alla fune e partecipando alla gara di tuffi dalla piattaforma, piazzandosi al sedicesimo posto. Alle olimpiadi di Londra del 1908, dove ha vinto una medaglia d'oro nella ginnastica a squadre ed alle olimpiadi di Stoccolma del 1912, ancora oro nella ginnastica sistema svedese a squadre.
È il fratello del ginnasta e cavaliere Daniel Norling.

## Palmarès
In carriera ha conseguito i seguenti risultati:
- Giochi olimpici

Londra 1908: oro nella ginnastica a squadre.
Stoccolma 1912: oro nella ginnastica sistema svedese a squadre.
- Giochi olimpici intermedi

Atene 1906: bronzo nel tiro alla fune.